# María Consuelo Pardo-Manuel de Villena y Verástegui
María Consuelo Pardo-Manuel de Villena y Verástegui (Fuenterrabía, 20 de agosto de 1923 - ) IV duquesa de Arévalo del Rey y X marquesa de Vellisca.

## Biografía
Era la mayor de los hijos del conde-duque Carlos Pardo-Manuel de Villena y Jiménez y de María Soledad de Verástegui y Carroll.
Su padre, que poseía el ducado de Arévalo del Rey, el condado de Vía Manuel y la baronía del Monte repartió los títulos entre sus dos hijos varones y la menor de sus hijas, quedando María Consuelo con el título de marquesa de Vellisca con grandeza de España, que procedía del primo del conde-duque Carlos, Luis Melo de Portugal y Pérez de Lema, último miembro de la Casa de Melo de Portugal y que había fallecido sin descendencia en 1931. El 4 de mayo de 1951 era expedida la Real Carta de Sucesión que hacía ya de forma oficial a María Consuelo marquesa de Vellisca.

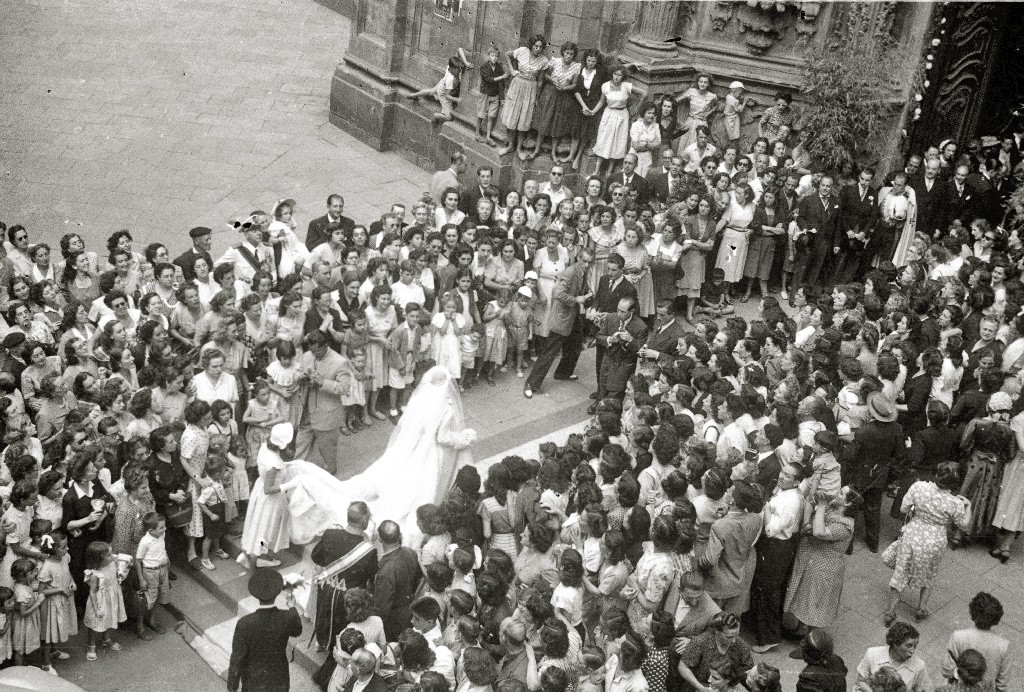
Boda del embajador Juan Pablo Lojendio y Consuelo Pardo Manuel de Villena, marquesa de Vellisca, en la iglesia de Santa María, San Sebastián

María Consuelo casó en primeras nupcias, el 5 de septiembre de 1949, con el diplomático vasco Juan Pablo de Lojendio e Irure, nacido en 1906, embajador de España en Cuba y protagonista de un famoso altercado con Fidel Castro en 1960 que produjo la expulsión de la embajada española por el régimen de la isla. Tuvieron dos hijos.
En 1973 fallecía Juan Pablo, y María Consuelo contrajo un segundo matrimonio, el 16 de julio de 1981,con Jesús Obregón Siurana (m. 1992), portador de la Gran Cruz de la Orden del Mérito Civil y fallecido en 1993.
En el año 2005 tras fallecer su hermano Arturo, III duque de Arévalo del Rey, y cederle los derechos su otro hermano Carlos Carlos Pardo-Manuel de Villena y Verástegui XI conde de Vía Manuel, María Consuelo sucedió en el título como la IV duquesa de Arévalo del Rey. Un año después, en 2006, María Consuelo hacía cesión del título ducal a sus 81 años a favor de su hijo Juan Pablo de Lojendio y Pardo-Manuel de Villena, quedando con el título de marquesa de Vellisca.

## Matrimonios y descendencia
María Consuelo y su primer esposo Juan Pablo de Lojendio e Irure tuvieron dos hijos:
- Juan Pablo de Lojendio y Pardo-Manuel de Villena, V duque de Arévalo del Rey, casado, el 23 de noviembre de 1976, con María Rodario Pérez-Yarza y Márquez.[1]
- Carlos de Lojendio y Pardo-Manuel de Villena

María Consuelo y su segundo esposo Jesús Obregón Siurana no tuvieron descendencia.

## Títulos y tratamientos
Esta tabla aún no está actualizada. Puedes contribuir aportando información sobre títulos y tratamientos de esta persona.